# ويليام أ. سلون
ويليام أ. سلون هو قاضي وسياسي أمريكي، ولد في 10 أكتوبر 1854 في روكفورد في الولايات المتحدة، وتوفي في 21 أبريل 1930 في سان دييغو في الولايات المتحدة. نشط حزبياً في الحزب الجمهوري الكاليفورني ‏.